# Materieel strafrecht

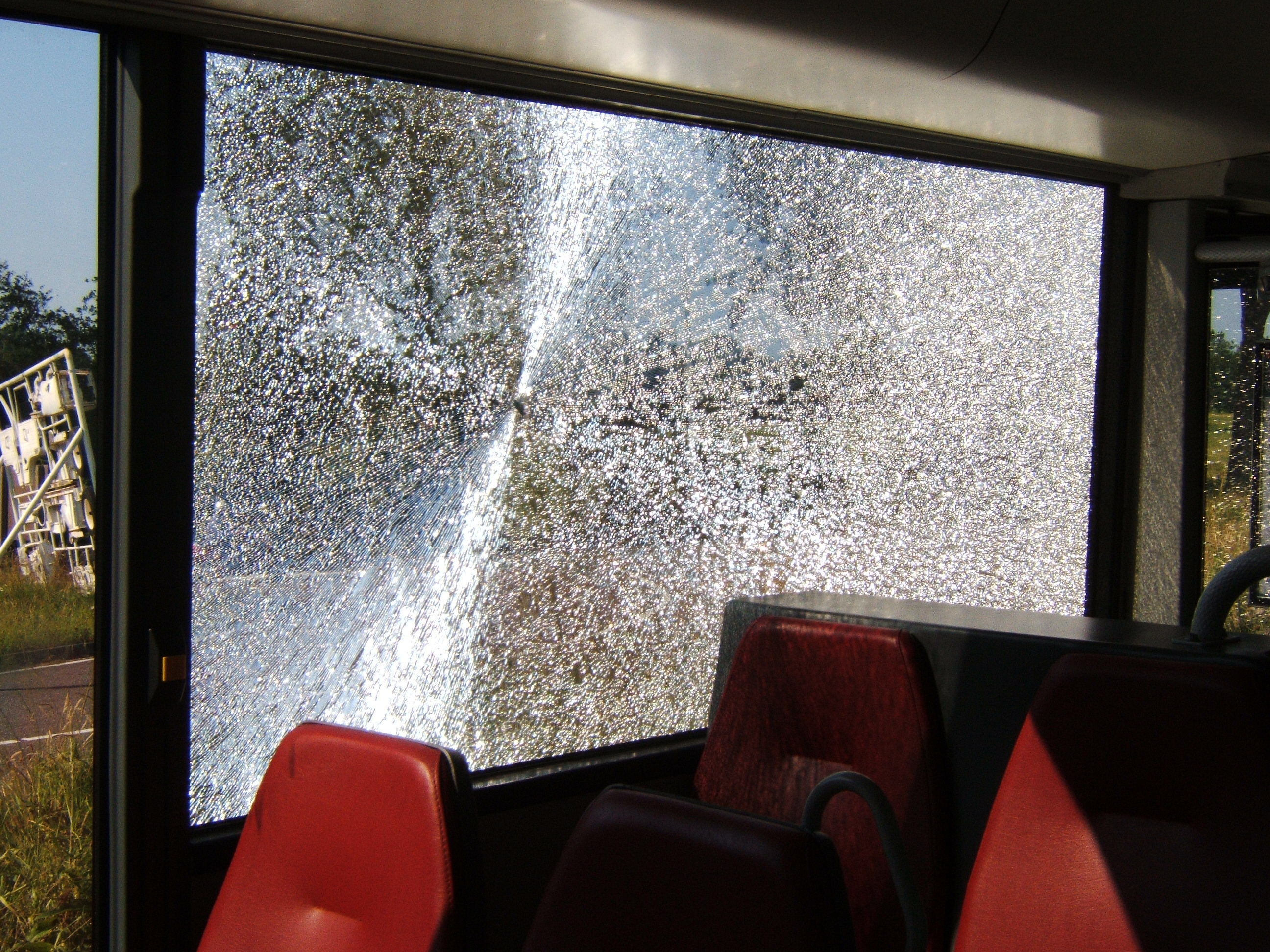
Vernieling valt onder het materieel strafrecht omdat het in artikel 350 Sr strafbaar is gesteld als een opzettelijke en wederrechtelijke handeling tegen eigendom van een ander, waarvoor specifieke strafsancties gelden.

Het materiële strafrecht is het geheel aan rechtsvoorschriften, dat aangeeft welke gedragingen strafbaar zijn en welke straf op welke strafbare gedraging van toepassing is. Het materiële strafrecht wordt in Nederland voor een belangrijk deel geregeld in het Wetboek van Strafrecht (Sr). Het complement van het materiële strafrecht vormt het formele strafrecht, dat de procedures bij overtredingen van het materiële strafrecht beschrijft.
Het materiële strafrecht bestaat uit een algemeen deel (Eerste Boek Sr, 'Algemene bepalingen') en een bijzonder deel (Tweede en Derde Boek, resp. 'Misdrijven' en 'Overtredingen') en bijzondere wetten, bijvoorbeeld de Opiumwet en de Wet wapens en munitie).
Het algemeen deel behandelt de op in principe alle feiten toepasselijke regels: indeling van de feiten, opgave van de straffen, poging, deelneming, verval van de straffen, et cetera. 
Het bijzonder deel beschouwt de feiten afzonderlijk, met delictomschrijving, toepasselijke straf (een maximum), en bijzondere regels van bestraffing. 